# Abatemarco
L'Abatemarco è un fiume a corso perenne lungo circa 20 km che nasce nei monti della Carpanosa, nei pressi di Verbicaro e dei Monti di Orsomarso, e sfocia nel Tirreno nel comune di Santa Maria del Cedro.  Tutto il corso del fiume è situato nella provincia di Cosenza.
Il fiume dà anche il nome ad una rete di acquedotti (la cui fonte principale è proprio in corrispondenza della sorgente del fiume) che serve acqua potabile a numerosi paesi della provincia di Cosenza.